# ジ・エンフォーサー
ジ・エンフォーサー（The Enforcer、本名：Charles Weir、1935年1月14日 - ）は、アメリカ合衆国の元プロレスラー。ミシガン州デトロイト出身。生年は1943年ともされる。
スキンヘッドに黒いソフト帽とアイパッチを付けた、イタリア系のマフィアをギミックとするヒールとして活動した。

## 来歴
日本におけるプロフィールでは「少年時代から不良グループのリーダーとして喧嘩に明け暮れ、その腕っ節の強さを活かして合法的に金を稼ぐべく、1958年にプロレス入りした」などとされている。1964年にはヨーロッパでリング禍を起こして対戦相手を死亡させ、欧州マットを追放されたという。
1960年代半ばからはジミー・バレンタイン（Jimmy Valentine）などのリングネームを用い、カナダのモントリオールやアメリカ南部のNWAジョージア地区など激戦区を転戦。1965年9月には北東部のニューイングランドにおけるヘビー級王者に認定された。
1967年下期より、"バスター" ギロチン・ゴードン（"Buster" Guillotine Gordon）のリングネームでニューヨークのWWWFに登場。クレージー・ルーク・グラハムやバロン・シクルナと組み、ブルーノ・サンマルチノ、エドワード・カーペンティア、ヘイスタック・カルホーン、スパイロス・アリオンなどベビーフェイスのスター選手と対戦した。
1972年は中南部のNWAトライステート地区に入り、ダニー・ホッジ、ビル・ワット、ケン・マンテル、スタン・フレイジャー、イワン・プトスキー、グリズリー・スミスらと対戦。同年10月からはイーヴィル・アイ・ゴードン（Evil Eye Gordon）と名乗ってNWAミッドアトランティック地区の前座試合に出場し、ジョニー・ウィーバー、ルーク・ブラウン、ジム・ディロン、ネルソン・ロイヤル、ロニー・ガービンなどと対戦。1973年にはジョージア地区でアーニー・ラッドやカウボーイ・ボブ・エリスとも対戦したが、以降1974年から1979年にかけて、しばらくリングを離れていた。
1980年、マフィア・ギミックのエンフォーサー・ルシアーノ（Enforcer Luciano） に変身してミッドアトランティック地区に復帰。スキンヘッドにソフト帽を被り、右眼には黒いアイパッチという殺し屋スタイルとなり、ブラックジャック・マリガンと「カウボーイ対マフィア」の抗争を展開、"Detroit Street Brawl Match" なるストリート・ファイト・デスマッチでも雌雄を決した。ミッドアトランティックではマスクド・スーパースター、レイ・スティーブンス、グレッグ・バレンタインらヒール勢と共闘し、アンドレ・ザ・ジャイアントやリック・フレアーとも対戦している。
この変身については、マット界から姿を消していた際、彼は実際にマフィア組織のエンフォーサー（取り立て屋）を仕事にしており、そのときのトラブルがもとで右眼を失明したとされている。
1980年下期からはロサンゼルスのNWAハリウッド・レスリングを主戦場に、ミル・マスカラス、ドス・カラス、マンド・ゲレロ、アル・マドリル、フランク・ヒル、トム・プリチャードらと対戦。オックス・ベーカーとも大型タッグチームを結成し、同地区認定のタッグ王座を再三獲得した。ロサンゼルスでは、プロフェッサー・イトーこと上田馬之助が彼らのマネージャー役を務めていたこともある。
翌1981年1月、ジ・エンフォーサー（The Enforcer）の名義で新日本プロレスに初来日。2月9日に秋田市立体育館で坂口征二の北米ヘビー級王座に挑戦したが、5分22秒で敗れる。同年7月には外国人エースとして国際プロレスの最終シリーズに参戦し、8月6日に北海道室蘭にてラッシャー木村のIWA世界ヘビー級王座に金網デスマッチで挑戦。同王座への最後のチャレンジャーおよび木村の金網デスマッチにおける最後の対戦相手となった。同シリーズには夫人のバニー・キャロルをマネージャーとして帯同しており、これが日本マットにおける初の女性マネージャーの登場とされている。

## 得意技
- ブレーン・クロー
- パイルドライバー
- ギロチン・エルボー・ドロップ（ロープに押し付けた相手の首筋にエルボーを落とす。ギロチン・ゴードン時代に使用）
- 火炎攻撃、スタンガン攻撃（国際プロレス参戦時に使用）

## 獲得タイトル
ビッグ・タイム・レスリング
- ニューイングランド・ヘビー級王座：2回[4]

NWAハリウッド・レスリング
- NWAアメリカス・タッグ王座：1回（w / オックス・ベーカー） [16]
- NWA世界タッグ王座（ロサンゼルス版）：2回（w / オックス・ベーカー、ビクター・リベラ） [17]